# Tanystylum evelinae
Tanystylum evelinae är en havsspindelart som beskrevs av Marcus, E. 1940. Tanystylum evelinae ingår i släktet Tanystylum och familjen Ammotheidae. Inga underarter finns listade i Catalogue of Life.